# Genlisea metallica
Genlisea metallica är en tätörtsväxtart som beskrevs av Rivadavia och A.Fleischm.. Genlisea metallica ingår i släktet Genlisea och familjen tätörtsväxter. Inga underarter finns listade i Catalogue of Life.